# Ericus Elavi Ljung
Ericus Elavi Ljung, född 1628 i Ljungs socken, död 1671 i Röks socken, var en svensk präst i Röks församling.

## Biografi
Ericus Elavi Ljung föddes 1628 i Ljungs socken. Han var son till kyrkoherden Elavus Törnevallius och Anna. Ljung blev 1647 student vid Uppsala universitet och prästvigdes 6 april 1653. Han blev komminister 1655 i Heda församling och 26 april 1667 kyrkoherde i Röks församling. Ljung var predikant första dagen vid prästmötet 1670. Han avled 1671 i Röks socken.
Ljung gifte sig med Margita Alexandersdotter. De fick tillsammans två barn. Dottern Maria gifte sig första gången med Jon Pistol och andra gången 1688 med sventjänare Jon Andersson. Sonen Elof var 1677 dräng hos ryttmästaren Måns Allman.